# SC Hakoah Viena
 SC Hakoah Viena a fost un club de fotbal din Viena, Austria, fondat în perioada antebelică, în 1909, de către către etnicii evrei. Odată cu unirea Austriei cu Germania Nazistă, clubul a fost desființat. După cel de-al Doilea Război Mondial clubul a fost re-înființat, însă în prezent este destinat în principal sporturilor baschet, înot, tenis, karate și lupte. Echipa de fotbal avea să dispară definitiv în 1949.

## Istoric
Clubul a fost fondat de doi evrei austrieci sioniști, Fritz "Beda" Löhner și Ignaz Herman Körner, în anul 1909. Numele de Hakoah vine din limba ebraică care înseamnă "Puterea". 
Fiind prima echipă totalmente evreiască, Hakoah a atras mulți fani în întreaga lume în special în Rusia și Statele Unite ale Americii. De altfel, autorul ceh Franz Kafka simpatiza Hakoah Viena.
În anul 1922 Hakoah Viena termină Campionatul -Bundesliga- pe locul doi. În 1923 echipa întreprinde o călătorie în Anglia unde va disputa o partidă amicală cu finalista FA Cup, West Ham United, încheiată cu neverosimilul scor de 5:1. Astfel Hakoah Viena este cea dintâi echipă de pe continent care învinge o echipă engleză în Anglia.

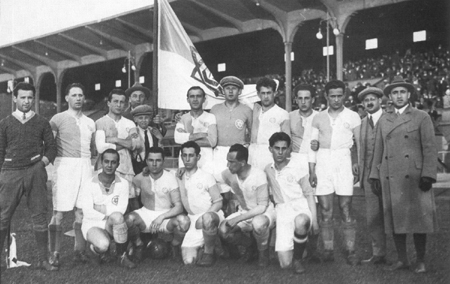
Echipa Hakoah Viena, 1925

În anul 1925 Hakoah trăiește momente dramatice într-un meci de campionat când portarul Alexander Fabian și-a rupt brațul. Atunci nu erau permise schimbările și a trebuit să fie înlocuit de un fotbalist din teren. Fabian a trecut atacant și șapte minute mai târziu avea să înscrie golul victoriei, fapt ce a permis ca Hakoah să cucerească primul titlu din istorie cu 26 de puncte la distanță de două puncte de urmăritoarea FK Austria Viena.
După cucerirea campionatului echipa a efectuat un turneu de succes în New York pe stadionul Polo Grounds. Meciurilor lor a atras atenția populației. în tribunele fiind 46000 de spectatori, un record pentru acele timpuri. Cei mai mulți jucători au fost ofertați să rămână peste ocean formând mai târziu echipa New York Hakoah care cucerește în 1929 US Open Cup. Alți fotbaliști au plecat în Israel și au fondat echipa Hakoah Tel Aviv. Aceste plecări au atras decăderea clubului austriac.
În anii 2000 membrii comunității evreieștii din Viena au achiziționat vechile terenuri ale echipei și astfel au reconstituit vechiul club însă cu numele de Maccabi Viena. Clubul și-a redeschis noua sa casă pe 11 martie 2008.

## Jucători notabili

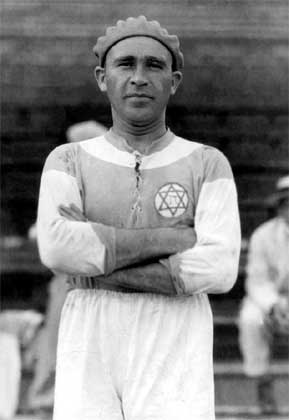
Béla Guttmann

Sursa
- József Eisenhoffer
- Sander Fabian
- Richard Fried
- Max Gold
- Max Grünwald
- Jozsef Grunfeld
- Béla Guttmann
- Alois Hess
- Moritz Häusler
- "Fuss" Heinrich
- Norbert Katz
- Alexander Nemes-Neufeld
- Egon Pollak
- Benno Posaner
- Max Scheuer
- Alfred Schönfeld
- Heinrich Schönfeld
- Ernő Schwarz
- Joseph Stross
- Jacob Wagner
- Siegfried Wortmann
- Max Wortmann

## Antrenori celebrii
- Béla Guttmann: 1932–33

## Palmares
- Bundesliga Austriacă (1): 1924/25
- 2. Klasse A/II. Liga (2) 1919/20, 1928/29